# Punta dels Aranyons
La Punta dels Aranyons és una muntanya de 502 metres que es troba al municipi de la Granadella, a la comarca catalana de les Garrigues.